# Philibert de Rye (comte)
Ne doit pas être confondu avec Philibert de Rye (évêque).
 (août 2024).
Philibert de Rye, né vers 1540, probablement à Bouligneux, et mort le 24 janvier 1597, lors de la bataille de Turnhout, était comte de Varax, baron de Balançon, militaire et homme d'État franc-comtois (dit « bourguignon » à l'époque) de l'empire espagnol.

## Biographie

### Origines
Philibert naît probablement à Bouligneux, vers 1540. Il est le fils de Gérard de Rye (mort en 1575), marquis de Tréfort, baron de Balançon, seigneur de Vuillafans, et de Claude Louise de Longwy. Il est aussi le frère de Marc et Ferdinand.
En 1564, il contracte mariage avec Claudine.

### Seigneur et carrière militaire
Héritier de la baronnie de Balançon, comte de Varax, seigneur de Romange et Vuillafans, il réunit entre ses mains la plus grande partie des possessions de la maison de Rye. Ses nombreuses possessions en comté de Bourgogne sont un argument de poids pour justifier sa position de bailli de Dole, fonction à laquelle il est nommé par Phillipe II d'Espagne en 1587.
En 1595, il fut nommé capitaine-général d'artillerie des Pays-Bas espagnols (« Grand maistre de l'artillerie des Pays-Bas »). Il fut également nommé gouverneur de Gueldre par Philippe II d'Espagne.
En 1596, à la suite du décès de Chrétien de Savigny, baron de Rôsne, tué par une balle à la tête, il devint maître de camp général intérimaire des Flandres.
Le 24 janvier 1597, Philibert est nommé commandant d'une armée de 5 000 mercenaires. Il fut vaincu à la bataille de Turnhout par les forces anglo-néerlandaises de Maurice de Nassau et mourut au combat.

## Famille
Philibert de Rye épouse Claudine de Tournon (vers 1540 - vers 1600) en 1564, dame de Vassalleux, fille de Just II de Tournon (décédé en 1564), comte de Roussillon, et Claude de Latour de Turenne. Ensemble, ils ont pour enfants:
- Christophe, dit de Rye de La Palud (vers 1570-1637), marquis de Varambon. ∞ (16/05/1598) Léonore Chabot (décédée en 1618), Dame de Neuchâtel, fille de Léonor Chabot, comte de Charny et Françoise de Rye ;
- Claude (vers 1576-24/03/1648), baron de Balançon. ∞ (20/08/1608), Claudine-Prosper de La Baume (née en 1588), fille d' Antoine de La Baume, comte de Montrevel, et de Nicole de Montmartin ;
- François (décédé le 17/04/1637), archevêque de Besançon ;
- Joachim, abbé de Saint-Claude ;
- Louise, ∞ (1614) Claude-Antoine de Poitiers (décédé en 1629) ;
dont la branche des Poitiers de Rye d'Anglure.
- Jeanne, ∞ Guillaume de Richardot (décédé en 1640) ;
- Claire Marie, ∞ Melchior-Théodore de Montmayeur ;
- Hélène, religieuse à Labomé ;
- Alexandrina (de) (1/08/1589-26/12/1666), comtesse de Varax. ∞ (31/01/1616) Léonard II von Taxis (de) (1594-1628), ministre des Postes des Pays-Bas espagnols.